# Borszewice Kościelne
Borszewice Kościelne – wieś w Polsce położona w województwie łódzkim, w powiecie łaskim, w gminie Łask.
| SIMC    | Nazwa | Rodzaj    |
| ------- | ----- | --------- |
| 0706970 | Osiny | część wsi |

W latach 1975–1998 miejscowość administracyjnie należała do województwa sieradzkiego.
Borszewice Kościelne wraz z Borszewicami Cmentarnymi i Borszewicami Kolejowymi tworzą jedno sołectwo.